# Mianningita
La mianningita és un mineral de la classe dels òxids, que pertany al grup de la crichtonita. Rep el seu nom del comtat de Mianning, a la Xina, indret on va ser descoberta.

## Característiques
La mianningita és un òxid de fórmula química (◻,Pb,Ce,Na)(U4+,Mn,U6+)Fe3+
2(Ti,Fe3+)18O38. Cristal·litza en el sistema trigonal.
Segons la classificació de Nickel-Strunz, la mianningita pertany a «04.CB: Òxids amb proporció metall:oxigen = 2:3, 3:5, i similars, amb cations de mida mitja» juntament amb els següents minerals: brizziïta, corindó, ecandrewsita, eskolaïta, geikielita, hematites, ilmenita, karelianita, melanostibita, pirofanita, akimotoïta, auroantimonita, tistarita, avicennita, bixbyita, armalcolita, pseudobrookita, mongshanita, zincohögbomita-2N2S, zincohögbomita-2N6S, magnesiohögbomita-6N6S, magnesiohögbomita-2N3S, magnesiohögbomita-2N2S, ferrohögbomita-6N12S, pseudorútil, kleberita, berdesinskiita, oxivanita, olkhonskita, schreyerita, kamiokita, nolanita, rinmanita, iseïta, majindeïta, claudetita, estibioclaudetita, arsenolita, senarmontita, valentinita, bismita, esferobismoïta, sil·lenita, kyzylkumita i tietaiyangita.
La romanita és un mineral mal caracteritzat, trobat a Romania, que no ha estat aprovat per l'IMA, i que per tant no pot ser considerat com una espècie mineral vàlida. És per aquest motiu que el terme romanita es considera un sinònim de la mianningita.

## Formació i jaciments
Va ser descoberta al mont Baozi, al comtat de Mianning de la prefectura Autònoma Li de Liangshan (Sichuan, República Popular de la Xina). També ha estat descrita a altres dos indrets: al massís de Khaldzan Buragtag, a Mongòlia, i a Dambuki, a l'óblast de l'Amur, Rússia.